# Julia Marty
Julia Marty, född den 16 april 1988 i Rothenthurm i Schweiz, är en schweizisk ishockeyspelare.
Hon tog OS-brons i damernas ishockeyturnering i samband med de olympiska ishockeytävlingarna 2014 i Sotji.